# Mentouhotep (reina)
Mentouhotep (també escrita Mentuhotep), va ser una reina de l'Antic Egípte del Segon Període Intermedi. Era la muller del faraó Djehuty i el seu títol principal era Gran Esposa Reial. També tenia el títol de Khenemetneferhedjet (aquella qui està unida amb la corona blanca).
La reina Mentuhotep és coneguda per parts del seu aixovar d'enterrament trobat entre els anys 1822 i 1825 prop de Tebes a la Necròpolis de Dra-Abu al-Naga per l'excavador italià Giuseppe Passalacqua. Un dels objectes era un vas canopi amb caixes de cosmètics que, posteriorment serien venuts a Berlín. Al voltant de 1832 John Gardner Wilkinson va copiar una inscripció d'un sarcòfag, actualment perdut, que esmentava una reina amb el mateix nom. A la inscripció es pot llegir que era la filla del visir Senebhenaf i d'una dona anomenada Sobekhotep. L'interior del sarcòfag va ser decorat amb diferents encanteris, molts dels quals pertanyen al Llibre egipci dels Morts. El seu sarcòfag és un de les fonts més primerenques per aquest tipus de composició funerària. No és clar si el sarcòfag i el vas canopi van ser trobats a la mateixa tomba. Giuseppe Passalacqua va descriure la tomba mencionant un sarcòfag antropomòrfic ricament decorat amb figures de deïtats. Tanmateix, el que va copiar Wilkinson és rectangular i no està decorat amb figures de déus. Per aquest motiu, l'egiptòleg Herbert E. Winlock, va arribar a la conclusió que hi hi havia dues reines amb el mateix nom. Amb la caixa de cosmètics es van trobar altres objectes, incloent diversos recipients d'alabastre que segons el seu tipus pertanyien a la 25a Dinastia.